# Xã Grand Meadow, Quận Cherokee, Iowa
Xã Grand Meadow (tiếng Anh: Grand Meadow Township) là một xã thuộc quận Cherokee, tiểu bang Iowa, Hoa Kỳ. Năm 2010, dân số của xã này là 207 người.